# 중화민국 육군부
육군부(陸軍部)는 중화민국의 대륙 시기에 있었던 군정부의 육군 행정기관이었다.

## 역사
1912년 1월 1일에 중화민국 임시정부가 수립되었다. 황싱이 육군부 총장으로 임명되었다. 1월 9일, 육군부가 난징에 공식적으로 설립되었다. 4월에 "陸軍部官制, 육군부관제"가 통과하여 베이징으로 이전하였다.
1927년 7월 1일, 장쭤린이 군사정권을 세우면서, 육군부와 해군부가 부에서 서(署)로 한단계 하락하고 총참모본부, 해군서, 항공서와 함께 군사부 관할 기관이 되었다.

## 부서
北洋政府陸軍部官制, 북양정부 육군 관제는 1개 청(廳)과 7개 사(司)급 국을 두었고, 구조는 다음과 같다:
- 陸軍總長 육군총장
- 陸軍次長 육군차장
- 總務廳 총무청
- 軍衡司 군위사
  - 任官科 임관과
  - 賞賚科 상래과
- 軍務司 군무사
  - 軍事科 군사과
  - 步兵科 보병과
  - 騎兵科 기병과
  - 炮兵科 포병과
  - 工兵科 공병과
- 軍械司 군계사
  - 槍炮科 창포과
  - 材具科 재구과
- 軍學司 군학사
  - 教育科 교육과
  - 步兵科 보병과
  - 騎兵科 기병과
  - 炮兵科 포병과
  - 工兵科 공병과
  - 輜重科 치중과
- 軍需司 군수사
  - 會計科 회계과
  - 糧服科 피복과
- 軍醫司 군의사
  - 醫務科 의무과
  - 衛生科 위생과
- 軍法司 군법사
- 軍馬司 군마사[a]

## 같이 보기
- 중화민국 해군부

### 내용주
1. ↑  나중에 군목(軍牧)으로 개정됨

### 참조주
1. ↑  赵秀昆 1987, 537쪽

## 참고 자료
- 赵秀昆 (1987). 《中国军事史》. 第三卷: 兵制. 解放军出版社.